# حنا الطباع
حنّا مراد الطبّاع (1919 - 24 ديسمبر 1979) شاعر لبناني. ولد في بلدة دوما من قضاء البترون. درس في‌ كليّة حمص الإنجيليّة. عمل موظفًا في شركة النفط العراقيّة في طرابلس، ثمّ في شركة النفط في بانياس، وأسّس فيها نادي عكاظ الأدبي سنة 1957. وأقام طوال حياته فيها. انتسب إلى اتحاد الكتاب العرب عند تأسيسه سنة 1970. نشر شعره في مجلات وصحف مثل «الثقافة». له ديوان شعر صدر بعد وفاته بعنوان «المرّ الحلو» سنة 1955 وحقّقه أنطوان داغر. وله قصيدة مطولة في رثاء الرئيس جمال عبد الناصر سماها «الجرح الكبير».

## سيرته
ولد حنّا مراد الطبّاع سنة 1919 ولد في قرية دوما من قضاء البترون ونشأ بها. درس الابتدائية والإعدادية فيها، والثانوية في الكلية الإنجيلية بحمص. 

عمل موظفًا في شركة نفط العراق في طرابلس ثم في شركة النفط بمدينة بانياس السورية. سكنها حتى وفاته فيها يوم 24 ديسمبر 1979، أو يقال في دمشق.

## مهنته الأدبية
كان عضوًا في منتدى عكاظ الأدبي بمدينة جبلة، كما كان عضوًا في اتحاد الكتاب العرب بدمشق منذ تأسيسها سنة 1970. كان حنا الطباع يرتاد النوادي الشعرية السورية. شكّل مع أحمد علي حسن وأنور الإمام ثلاثيًا شعريًا، «طافوا معا المنتديات والمراكز الثقافية السورية لإلقاء قصائدهم الحماسية» الذين تميزوا بالوطنية، والنزعة القومية العربية والدعوة إلى نبذ الطائفية، والتمسك بالعروبة والوحدة الشاملة. من هنا رحب الطباع بالرئيس جمال عبد الناصر، آملاً أن يكون قائدًا للعرب وقد رثاه عند وفاته عام 1970 بقصيدة طويلة بلغ أبياتها ثمانية وثمانين بيتاً. جاء في معجم البابطين عنه «شاعر كلاسيكي متمكن من النظم، طويل النفس، منبري، في شعره نزعة خطابية، وجلجلة، وموسيقى صاخبة، يساندها ويجسدها أداؤه المتميز فيسيطر على مسامع جمهوره. مطولاته ثرية بألفاظها، غنية بقوافيها لا تشكو قلقًا أو ضعفًا، وفي هذا دليل على التمرس وتمكن الصناعة، كما أنه نابع من الحماسة (الفنية) لموضوع القصيدة.» كان ينوي أن ينشر ديوانه الذي أعده للطبع وسماه «المر الحلو» لكن مرض السرطان الذي أصابه، شغله عن نشر الديوان. حقق ديوانه أنطوان داغر وصدره بعد وفاته سنة 1995.

## وصلات خارجية
- في موقع الأرشيف المجلات